# Dentachipteria
Dentachipteria är ett släkte av kvalster. Dentachipteria ingår i familjen Achipteriidae.
Kladogram enligt Catalogue of Life:
| Dentachipteria | \| \| Dentachipteria highlandensis \| \| \| \| \| \| Dentachipteria ringwoodensis \| \| \| \| |
|                | \| \| Dentachipteria highlandensis \| \| \| \| \| \| Dentachipteria ringwoodensis \| \| \| \| |
|                | Achipteria                                                                                    |
|                |                                                                                               |
|                | Anachipteria                                                                                  |
|                |                                                                                               |
|                | Campachipteria                                                                                |
|                |                                                                                               |
|                | Cerachipteria                                                                                 |
|                |                                                                                               |
|                | Cubachipteria                                                                                 |
|                |                                                                                               |
|                | Hoffmanacarus                                                                                 |
|                |                                                                                               |
|                | Parachipteria                                                                                 |
|                |                                                                                               |
|                | Plakoribates                                                                                  |
|                |                                                                                               |
|                | Dentachipteria highlandensis                                                                  |
|                |                                                                                               |
|                | Dentachipteria ringwoodensis                                                                  |
|                |                                                                                               |

|  | Dentachipteria highlandensis |
|  |                              |
|  | Dentachipteria ringwoodensis |
|  |                              |